# 北村甲介
北村 甲介（きたむら こうすけ、1977年 - ）は、日本の実業家。株式会社リビングハウス（大阪府大阪市）の代表取締役社長。

## 経歴
1977年大阪府大阪市生まれ。西大和学園中学校・高等学校を経て、慶應義塾大学商学部を卒業後、ベンチャー企業に就職。その後、デンマーク家具会社の日本法人で家具配送・組み立ての修行を積み、26歳で父が経営するインテリアショップ、リビングハウスへ入社。2011年に34歳で代表取締役社長となる。
2022年現在店舗数は30店舗にまで拡大し、社長就任時14億円だった売上を42億円まで伸ばす。地方百貨店再生のためのプロデュース業や、官民ファンドと協業した地方家具再生まで幅広く活躍の場を増やしている。

## リビングハウス
日本国内に30店舗を展開している大阪市西区・南堀江にて創業のインテリアショップ。
「心ひろがる世界に住もう。」をコンセプトに、ららぽーと・西武百貨店・大丸百貨店・阪急阪神ホールディングスの商業施設など、ファミリー層向けに展開している。
ドイツのインテリアブランドKAREやイタリアのインテリアブランドBONALDOなど、日本での独占契約のブランドを取り扱う。

## 人物
- 元妻はモデル・タレントとして活動していた高岡由美子。2011年12月5日にできちゃった結婚、その5日後に女児が誕生。2014年5月14日に離婚成立。娘の親権は高岡に渡った[4][注釈 1]。

## 著書
- 「かなぁ？」から始まる未来　家具屋3代目社長のマインドセット（2022年4月27日、幻冬舎[5]）ISBN 9784344039483

## メディア出演
- 日経スペシャル カンブリア宮殿 室内を見違える空間に！ 家具の新勢力 驚きの全貌（2022年5月12日、テレビ東京）- リビングハウス社長として出演[6]。